# Гудстейн, Рубен
Рубен Луис Гудстейн (англ. Reuben Louis Goodstein, 15 декабря 1912, Лондон — 8 марта 1985, Лестер) — английский математик. Серьёзно интересовался философией, преподавал математику.

## Образование
Гудстейн учился в школе Святого Павла в Лондоне. Затем поступил в колледж Магдалины в Кембридже, где получил степень магистра. Работал в Редингском университете, но большая часть его научной карьеры связана с Лестерским университетом. Степень доктора философии получил в Лондонском университете в 1946 году, в период службы в Рединге. Учился также у Людвига Витгенштейна.

## Научная деятельность
Гудстейн опубликовал множество работ по финитизму и реконструкции анализа с финитистской точки зрения, например, «Constructive formalism — essays on the foundations of mathematics» («Конструктивный формализм: очерки об основах математики»). Теорема Гудстейна была одним из первых примеров теорем, которые оказались недоказуемыми в арифметике Пеано, но доказуемыми в более сильных логических системах, таких как логика второго порядка). Представил вариант функции Аккермана, известный как последовательность гиперопераций (тетрация, пентация, гексационирование и т. д.).
Помимо занятий математической логикой (Гудстейн был первым профессором по этому предмету в Великобритании), математическим анализом и философией математики, интересовался преподаванием математики. С 1956 по 1962 год был редактором журнала о математическом образовании The Mathematical Gazette. В 1962 году был приглашённым докладчиком на Международном конгрессе математиков (с докладом о рекурсивной решётке) в Стокгольме. Среди его докторантов — Мартин Лёб и Алан Банди.

## Публикации
- Fundamental concepts of mathematics, Pergamon Press, 1962, 2nd edn. 1979
- Essays in the philosophy of mathematics, Leicester University Press 1965
- Recursive Analysis, North Holland 1961, Dover 2010
- Mathematical Logic, Leicester University Press 1957[9] — Математическая логика / перевод Чернявского В. С., ред. и предисл. Яновской С. А.. — М.: Издательство иностранной литературы, 1961. — (Библиотека сборника "Математика").
- Development of mathematical logic, London, Logos Press 1971
- Complex functions, McGraw Hill 1965
- Boolean Algebra, Pergamon Press 1963, Dover 2007
- Recursive number theory — a development of recursive arithmetic in a logic-free equation calculus, North Holland 1957
- Constructive formalism — essays on the foundations of mathematics, Leicester University College 1951
- with E. J. F. Primrose: Axiomatic projective geometry, Leicester University College 1953